# Мока (гірський хребет)
Мока — гірський хребет Маврикію. Має у своєму складі дві з трьох найвищих вершин острова: Пітер-Бот (820 м) і Ле-Пус (811 м). Він був сформований базальтовим лавовим куполом десять мільйонів років тому. Хребет Мока формує напівколо навколо столиці Маврикію, Порт-Луї.